# Neoplocaederus gabonicus
Neoplocaederus gabonicus es una especie de escarabajo longicornio del género Neoplocaederus, tribu Cerambycini, subfamilia Cerambycinae. Fue descrita científicamente por Gahan en 1890.

## Descripción
Mide 30 milímetros de longitud.

## Distribución
Se distribuye por Gabón.